# Desa Cikande (administrativ by i Indonesien, lat -6,14, long 107,40)
Desa Cikande är en administrativ by i Indonesien.   Den ligger i provinsen Jawa Barat, i den västra delen av landet, 60 km öster om huvudstaden Jakarta.